# NGC 1541
NGC 1541 ist eine linsenförmige Galaxie vom Hubble-Typ S0/a im Sternbild Stier auf der Ekliptik. Sie ist schätzungsweise 221 Millionen Lichtjahre von der Milchstraße entfernt und hat einen Durchmesser von etwa 85.000 Lichtjahren. 
Das Objekt wurde am 14. November 1863 von Albert Marth entdeckt.